# حالت ریدبرگ
حالت‌های ریدبرگ یک اتم یا مولکول حالت‌های برانگیخته به صورت الکترونیکی با انرژی‌هایی که با همگرایی در یک حالت یونی با انرژی یونش از فرمول ریدبرگ پیروی می‌کنند، هستند. اگرچه فرمول ریدبرگ برای توصیف سطح انرژی اتمی ساخته شده‌است، اما برای توصیف بسیاری از سیستم‌های دیگر که ساختار الکترونی تقریباً مشابه هیدروژن اتمی دارند، از آن استفاده شده‌است. به‌طور کلی، در عددهای کوانتومی اصلی به اندازه کافی بالا، یک سیستم با هستهٔ الکترون - یونی برانگیخته ویژگی کلی سیستم هیدروژنی را خواهد داشت و سطح انرژی از فرمول ریدبرگ پیروی می‌کند. حالت‌های ریدبرگ انرژی‌هایی دارند که با انرژی یون هم‌گرایی دارند. آستانه انرژی یونش انرژی مورد نیاز برای آزادسازی کامل الکترون از هسته یونی یک اتم یا مولکول است. در عمل، یک بسته موج ریدبرگ توسط یک پالس لیزر روی یک اتم هیدروژن‌گونه ایجاد می‌شود و بنابراین یک برهم‌نهی از حالت‌های ریدبرگ را پُر می‌کند. تحقیقات نوین با استفاده از آزمایش‌های دَمش - پرتو مسیرهای مولکولی را نشان می‌دهد - به عنوان مثال تفکیک 2(NO) از طریق این حالت‌های خاص.